# Подлосенек
Подлосенек (пол. Podłosienek) — село в Польщі, у гміні Пекошув Келецького повіту Свентокшиського воєводства.
У 1975-1998 роках село належало до Келецького воєводства.